# Qiu Chen
Qiu Chen (邱晨S, Qiū ChénP; Xi'an, 1º giugno 1963) è un'ex cestista cinese.

## Carriera
Con la Cina ha disputato i Giochi olimpici di Los Angeles 1984 e due edizioni dei Campionati del mondo (1983, 1986).